# Halové mistrovství Evropy v atletice 1998

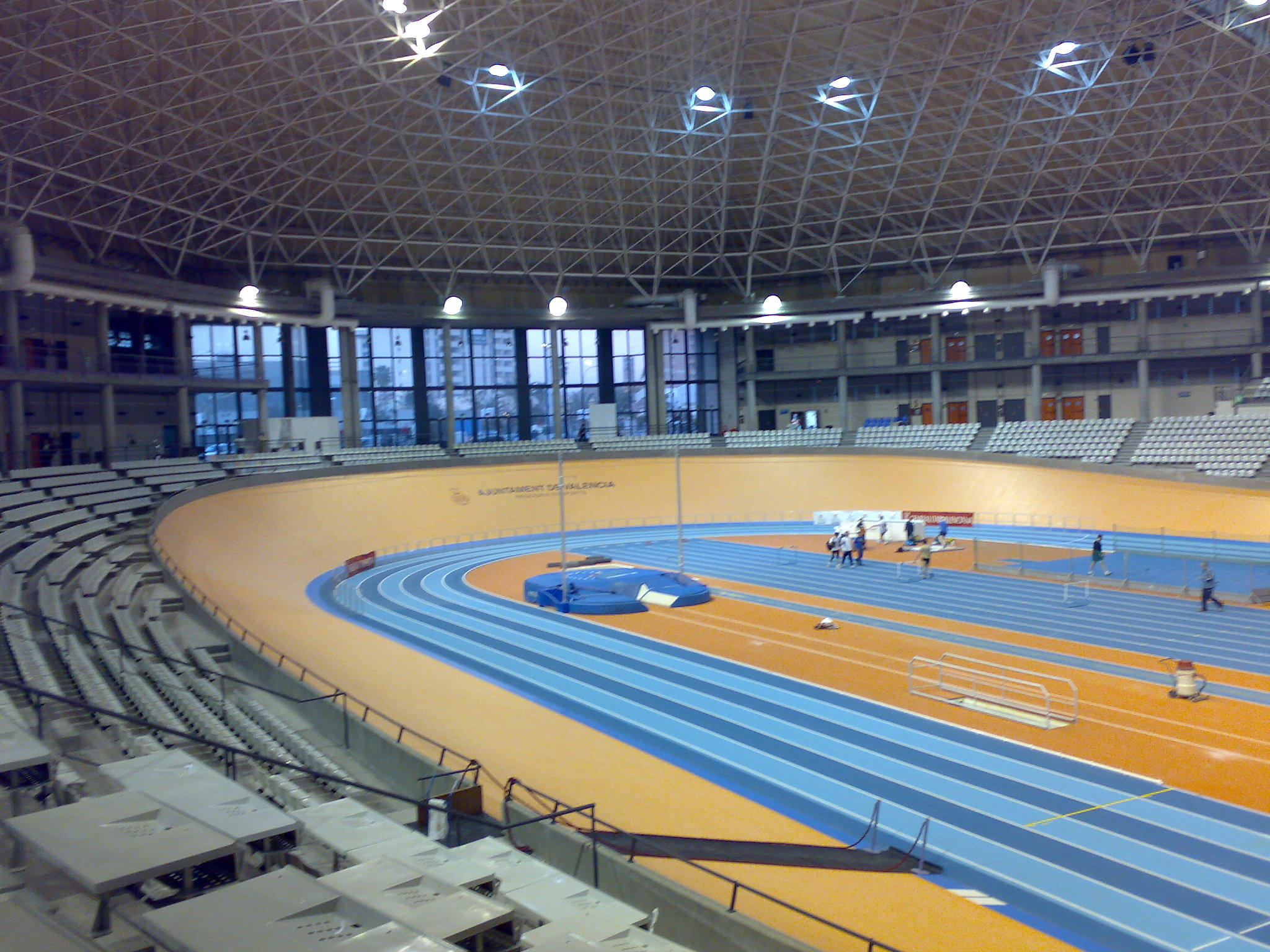
Luis Puig Palace

25. Halové mistrovství Evropy v atletice se uskutečnilo ve dnech 27. února – 1. března 1998 ve španělské Valencii. Atletické disciplíny se odehrávaly ve sportovní hale Luise Puiga, která v roce 2008 hostila rovněž halové mistrovství světa. Na šampionátu padly dva halové světové rekordy. O první se postarala výkonem 15,16 metru britská trojskokanka Ashia Hansenová, která o 13 centimetrů vylepšila původní hodnotu Rusky Čenové z roku 1995. Ve skoku o tyči žen vytvořila nový halový světový rekord Ukrajinka Anžela Balachonovová, která překonala 445 cm.

## Česká účast
Českou republiku na tomto šampionátu reprezentovalo 20 českých atletů (11 mužů a 9 žen).

## Medailisté

### Muži
| Soutěž        | Zlato                     | Stříbro                       | Bronz                     |
| ------------- | ------------------------- | ----------------------------- | ------------------------- |
| 60 m          | Angelos Pavlakakis 6,55   | Jason Gardener 6,59           | Stéphane Cali 6,60        |
| 200 m         | Sergiy Ossovich 20,40     | Anninos Marcoullides 20,65    | Allyn Condon 20,68        |
| 400 m         | Ruslan Maščenko 45,90     | Ashraf Saber 45,99            | Robert Maćkowiak 46,00    |
| 800 m         | Nils Schumann 1:47,02     | Marko Koers 1:47,20           | Vebjørn Rodal 1:47,40     |
| 1500 m        | Rui Silva 3:44,57         | Abdelkader Chékhémani 3:44,89 | Andrej Zadorožnij 3:44,93 |
| 3000 m        | John Mayock 7:55,09       | Manuel Pancorbo 7:55,23       | Alberto García 7:55,24    |
| 60 m př.      | Igors Kazanovs 7,54       | Tomasz Ścigaczewski 7,56      | Mike Fenner 7,58          |
| Skok do výšky | Artur Partyka 2,31 m      | Vjačeslav Voronin 2,31 m      | Tomáš Janků 2,29 m        |
| Skok o tyči   | Tim Lobinger 5,80 m       | Michael Stolle 5,80 m         | Danny Ecker 5,75 m        |
| Skok daleký   | Oleksij Lukaševyč 8,06 m  | Carlos Calado 8,05 m          | Emmanuel Bangué 8,05 m    |
| Trojskok      | Jonathan Edwards 17,43 m  | Charles Friedek 17,15 m       | Serge Hélan 17,02 m       |
| Vrh koulí     | Oliver-Sven Buder 21,47 m | Mika Halvari 20,59 m          | Arsi Harju 20,53 m        |
| Sedmiboj      | Sebastian Chmara 6 415    | Dezső Szabó 6 249             | Lev Lobodin 6 226         |

### Ženy
| Soutěž        | Zlato                       | Stříbro                        | Bronz                      |
| ------------- | --------------------------- | ------------------------------ | -------------------------- |
| 60 m          | Melanie Paschkeová 7,14     | Frédérique Bangué 7,18         | Odiah Sidibé 7,22          |
| 200 m         | Světlana Gončarenková 22,46 | Melanie Paschkeová 22,50       | Ekaterini Koffaová 22,86   |
| 400 m         | Grit Breuerová 50,45        | Ionela Tirleaová 50,56         | Helena Fuchsová 51,22      |
| 800 m         | Ludmila Formanová 2:02,30   | Malin Ewerlöfová 2:03,61       | Judit Vargaová 2:03,81     |
| 1500 m        | Theresia Kieslová 4:13.62   | Lidia Chojecká 4:14,93         | Violeta Szekelyová 4:15,54 |
| 3000 m        | Gabriela Szabóová 8:49,96   | Fernanda Ribeirová 8:51,42     | Marta Domínguezová 8:57,72 |
| 60 m př.      | Patricia Girardová 7,85     | Světlana Lauchovová 8,01       | Diane Allahgreenová 8,02   |
| Skok do výšky | Monica Iagărová 1,96 m      | Alina Astafeiová 1,94 m        | Jelena Jelesinová 1,94 m   |
| Skok o tyči   | Anžela Balachonovová 4,45 m | Daniela Bártová 4,40 m         | Vala Flosadóttirová 4,40 m |
| Skok daleký   | Fiona Mayová 6,91 m         | Taťána Ter-Mesrobyanová 6,72 m | Linda Fergaová 6,67 m      |
| Trojskok      | Ashia Hansenová 15,16 m     | Šárka Kašpárková 14,76 m       | Jelena Lebeděnková 14,32 m |
| Vrh koulí     | Irina Koržaněnková 20,25 m  | Vita Pavlyšová 20,00 m         | Corrie de Bruinová 18,97 m |
| Pětiboj       | Urszula Włodarczyková 4 808 | Irina Bělovová 4 631           | Karin Spechtová 4 523      |

## Medailové pořadí
| Umístění | Stát           | Zlato | Stříbro | Bronz | Celkem |
| -------- | -------------- | ----- | ------- | ----- | ------ |
| 1.       | Německo        | 5     | 4       | 3     | 12     |
| 2.       | Rusko          | 3     | 4       | 4     | 11     |
| 3.       | Polsko         | 3     | 2       | 1     | 6      |
| 4.       | Velká Británie | 3     | 1       | 2     | 6      |
| 5.       | Ukrajina       | 3     | 1       | 0     | 4      |
| 6.       | Rumunsko       | 2     | 1       | 1     | 4      |
| 7.       | Francie        | 1     | 2       | 5     | 8      |
| 8.       | Česko          | 1     | 2       | 2     | 5      |
| 9.       | Portugalsko    | 1     | 2       | 0     | 3      |
| 10.      | Itálie         | 1     | 1       | 0     | 2      |
| 11.      | Řecko          | 1     | 0       | 1     | 2      |
| 12.      | Lotyšsko       | 1     | 0       | 0     | 1      |
| 12.      | Rakousko       | 1     | 0       | 0     | 1      |
| 14.      | Španělsko      | 0     | 1       | 2     | 3      |
| 15.      | Finsko         | 0     | 1       | 1     | 2      |
| 15.      | Maďarsko       | 0     | 1       | 1     | 2      |
| 15.      | Nizozemsko     | 0     | 1       | 1     | 2      |
| 18.      | Kypr           | 0     | 1       | 0     | 1      |
| 18.      | Švédsko        | 0     | 1       | 0     | 1      |
| 20.      | Island         | 0     | 0       | 1     | 1      |
| 20.      | Norsko         | 0     | 0       | 1     | 1      |